# 简单机械
机械最基本的单位就是简单机械，其定義為利用槓桿效益（亦稱為机械優勢）將施力放大、節省時間或改變方向的工具。简单机械是人运用力的基本机械元件。在人类最初伟大的发现发明中，对火、语言与工具的掌握，使得人类最终从地球生態的眾多族群中脱穎而出。而简单机械，则是人在建設文明社會中运用工具的知識结晶，是牛顿力学（向量力学）研究的重要对象。
常用的简单机械都是由下面幾種基本元件組合而成的 ：
- 杠杆——由以固定中心或支點為樞軸的樑或剛性桿組成的簡單機器
- 轮轴
- 滑轮
  - 定滑輪
  - 動滑輪
- 斜面——一种倾斜的平板，为古代希腊人提出的六种简单机械之一，能够将物体以相对较小的力从低处提升至高处，但提升这物体的路径长度也会增加
- 楔
- 螺旋

通常它們使用單一來源的施力作用在載荷的物品上。如果忽略受摩擦影響的損失，在負載上完成的功，等同於施加的力所做的功。简单机械可以增加出力的大小，但代價是負載移動的距離成比例下降。輸出功與施力的比率稱為机械優勢。
简单机械可被視為構成所有更複雜的機器（有時稱為“複合機器”）的基本“構件”。例如車輪、槓桿和滑輪的組合用於自行車機構。複合機器的機械優勢僅止相同於，其简单机械構件合成累積的機械優勢。
雖然它們在應用力學中仍然非常重要，但現代機構學已經超越了简单机械的觀念，因為所有機器都是由這些機器組成的最終成果，它們在文藝復興時期成為新古典主義對古希臘文明的放大器。工業革命時期出現的現代機器，所聯繫的多樣態和複雜性，在這六個簡單分類中沒有充分描述。各種後文藝復興時期的書籍作者，編譯了“简单机械”的擴展列表，通常使用諸如基本机械，複合機器或機器元件等術語來區分它們。到19世紀末，弗朗茨·雷洛已經確定了數百個機器元件，稱其為简单机械。 現代機構理論分析各種機器的結構，將運動對組成的基本連結，稱為運動鏈。

## 简单机械的基础要素
- 力

力的三要素（大小、方向、作用点）都是简单机械的基础要素，力的三要素的改变都会对简单机械的效率产生影响。
- （机械）工具

工具是简单机械的外在表现，它起到受力施力和力的传导的作用。
- 功

机械不能节省或者产生功，只能传递或转换做功。
例如：剪刀（省時或省力）、開瓶器（省力費時）、夾子（費力省時）。

## 歷史

### 西方
公元前3世紀左右，希臘哲學家阿基米德創立了一台简单机械的想法，他研究了简单机械：槓桿，滑輪和螺桿，而發現了槓桿機械優勢的原理。他關於槓桿的著名言論：“给我一个支点，我将撬动地球。”表明了使用機械優勢可實現的放大力量在最理想時是無限制的。後來希臘哲學家定義了經典的五種簡單機器（不包括斜面），並能粗略地計算出它們的機械優勢。例如，亞歷山大的赫隆（公元10-75年）在他的作品“力學”中列出了五種可以“設定運動負荷”的機制；槓桿，捲揚機，滑輪，楔塊和螺釘，並描述了它們的製造和使用。然而，希臘人的理解僅限於简单机械的靜力學（力的平衡），並沒有包括動力學，力與距離之間的權衡，或功的概念。
在文藝復興時期，如简单机械被稱呼為機械力的動態，除了可以應用的施加力量，並從它們可提升負載距離多遠的角度開始研究，最終導致機械的新概念。在1586年弗蘭德工程師西蒙·斯蒂文（Simon Stevin）得出了斜面的機械優勢，並將其與其它簡單機器一併使用。義大利科學家伽利略於1600年在 Le Meccaniche（On Mechanics）中完成了简单机械的完整動力學理論，其中他展示了機器作為施力放大器的潛在數學相似性。他是第一個解釋說，简单机械並不會產生能量，只能改變它。
达文西（Leonardo da Vinci，1452-1519）發現了經典的機器滑動摩擦規則，但是這些規則尚未發表，僅僅記錄在他的筆記本中，並且基於牛頓前的科學，例如相信摩擦是一種空靈的流體。他們被 Guillaume Amontons（1699）重新發現，並由 Charles-Augustin de Coulomb（1785）進一步發展。

## 摩擦和效率
所有現實中的機具都受到摩擦的影響，這會導致一些輸入的作用力變成熱量散失。若假設 {\displaystyle P_{\text{fric}}\,} 為在能量守恆中因摩擦而失去的作用力，
{\displaystyle P_{\text{in}}=P_{\text{out}}+P_{\text{fric}}\,}
該機械工具的效率 {\displaystyle \eta \,} (介於 {\displaystyle 0<\eta \ <1}) 定義為輸出的功與輸入作用力之比，也是因為摩擦損失能量的度量，
{\displaystyle \eta \equiv {P_{\text{out}} \over P_{\text{in}}}\,}
{\displaystyle P_{\text{out}}=\eta P_{\text{in}}\,}
如上所述，功等於力和速度的乘積，因此
{\displaystyle F_{\text{out}}v_{\text{out}}=\eta F_{\text{in}}v_{\text{in}}\,}
所以
{\displaystyle \mathrm {MA} ={F_{\text{out}} \over F_{\text{in}}}=\eta {v_{\text{in}} \over v_{\text{out}}}\,}
因此在現實世界的機具中，機械優勢總小於具效率 η 乘上速度的積。因此，受摩擦影響的機器無法如同對應理想機器那樣，以相同的作用力移動理論上的負載。

## 複合机器
複合机器是由一系列简单机械串聯連接而成的機器，其中一個机械的輸出力為下一個輸入力提供輸入力。 例如，台鉗包括一個與螺桿串聯的槓桿（虎鉗的手柄），一個簡單的齒輪係由多個串聯的齒輪（車輪和車軸）組成。
複合機器的機械優勢是系列中最後一台機器的輸出功，除以第一台機器施力輸入的比例，所以
{\displaystyle \mathrm {MA} _{\text{compound}}={F_{\text{outN}} \over F_{\text{in1}}}\,}
由於每台機器的輸出力都是下一台機器的輸入，
{\displaystyle F_{\text{out1}}=F_{\text{in2}},\;F_{\text{out2}}=F_{\text{in3}},\ldots \;F_{\text{outK}}=F_{\text{inK+1}}}， 這台複合機器的機械優勢也由此給出
{\displaystyle \mathrm {MA} _{\text{compound}}={F_{\text{out1}} \over F_{\text{in1}}}{F_{\text{out2}} \over F_{\text{in2}}}{F_{\text{out3}} \over F_{\text{in3}}}\ldots {F_{\text{outN}} \over F_{\text{inN}}}\,}
因此複合機器的機械優勢，等於構成它系列简单机械的機械優勢乘積
{\displaystyle \mathrm {MA} _{\text{compound}}=\mathrm {MA} _{1}\mathrm {MA} _{2}\ldots \mathrm {MA} _{\text{N}}\,}
同樣，複合機器的效率，也是構成它系列简单机械的效率乘積
{\displaystyle \eta _{\text{compound}}=\eta _{1}\eta _{2}\ldots \;\eta _{\text{N}}.\,}

## 自鎖機器

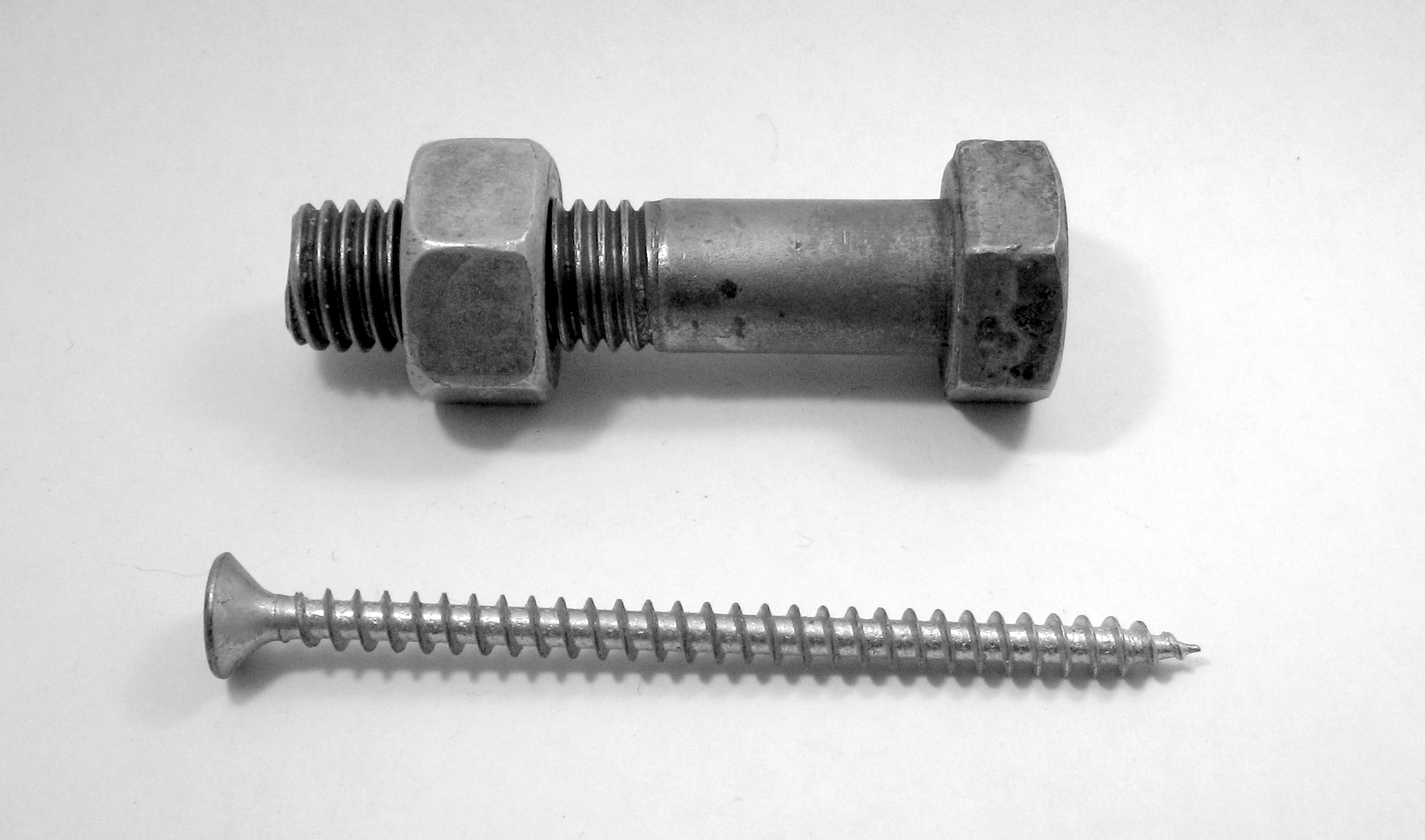
螺絲釘的自鎖性質，廣泛應用在螺栓和木釘等具有螺紋的緊固件之上，螺旋多的話，就是省力費時：如果是螺旋少的話，就是費力省時。

在許多简单机械中，如果機器上的負載力 Fout 相對於輸入力 Fin 足夠高，則機器將向後移動（中文有後座力一詞），並且負載力對輸入力起作用。所以這些機器可以在任一方向使用，驅動力可以施加到任一輸入點。例如，如果槓桿上的負載力足夠高，則槓桿將向後移動，使輸入臂相對於輸入力向後移動。這些被稱為“可逆”或“非鎖定”機器，後退動作稱為“overhauling”。
但在某些機器中如果摩擦力足夠大，即使輸入力為零，也不會因為有負載力而向後移動。這被稱為“自鎖”或“不可逆”的機器。這些機器只能通過輸入端的力進行運動，而當輸入力被移除時，它們將保持靜止不動，在剩下的任何位置通過摩擦力“鎖定”。
自鎖性質主要發生在運動部件之間，相互間接觸面積很大的那些机械上：比如螺絲釘，斜面和楔塊：
- 最常見的例子是螺絲。在大多數螺絲釘中，對軸施加扭矩會使其轉動，使軸線性移動以抵抗負載，但軸上的軸向負載力不會導致其向後轉動。
- 在傾斜面上可通過側向輸入力將載荷拉起；但如果平面的斜率不太陡峭，而且載荷與斜面之間有充分足夠的摩擦力，則當輸入力被移除時，載荷將保持不動而且不論它的重量大小，它都不會滑下斜面。
- 楔子可用強力擊入一塊木頭，例如用一個大錘擊打木塊，迫使兩側分開，但來自木牆的反作用力，並不會導致那個被錘擊的木塊反彈出來。

若且僅若其效率“η”低於 50％時，機器才會自鎖：
{\displaystyle \eta \equiv {\frac {F_{out}/F_{in}}{d_{in}/d_{out}}}<0.50\,}
機器是否具有自鎖性質，取決於兩部分之間的摩擦力（靜摩擦係數）和距離比 din/dout（理想的機械優勢）。如果摩擦和理想的機械優勢都足夠高，那麼它將會具有自鎖的性質。